# Sepp Zehnder (Skispringer, 1974)
Josef „Sepp“ Zehnder (* 18. Dezember 1974) ist ein ehemaliger Schweizer Skispringer.

## Werdegang
Zehnder sprang ab 1991 im Continental Cup (COC). Am 19. Januar 1992 sprang er zudem erstmals in Engelberg im Skisprung-Weltcup. In diesem wie auch den folgenden Springen blieb er jedoch erfolg- und punktlos. Erst am 20. März 1993 konnte er mit Platz 23 im Skifliegen in Planica seine ersten Weltcup-Punkte gewinnen. Damit belegte er zugleich auch den 23. Platz bei der Skiflug-Weltmeisterschaft 1993. In den folgenden Jahren blieb er im Continental Cup zum Teil erfolglos und auch bei den Weltcup-Springen, bei denen er antrat, konnte er nur 1995 in Falun noch einmal Weltcup-Punkte erreichen. Seinen grössten Erfolg feierte er an der 24. Schwarzwaldtournee 1994, welche er nach einem 5. Platz in Schönwald und einem 3. Platz in Neustadt, wo er mit 116 m Schanzenrekord sprang, gewann. Nach weiteren erfolglosen Jahren beendete Zehnder nach der Weltcup-Saison 1997/98 seine aktive Skisprungkarriere mit der Teilnahme an der Skiflug-Weltmeisterschaft 1998 in Oberstdorf.